# Carlo Orelli
Carlo Orelli (Perugia, 23 dicembre 1894 – Roma, 22 gennaio 2005) è stato un militare e supercentenario italiano, ultimo superstite della prima guerra mondiale fra i chiamati alle armi nell'esercito all'inizio del conflitto, vissuto fino all'età di 110 anni e 30 giorni.
Tuttavia Orelli non è stato l'ultimo superstite italiano della prima guerra mondiale perché quell'onore spetta a Delfino Borroni, scomparso nel 2008 che aveva servito solo dal 1917.

## Biografia
Nato a Perugia, si trasferì con la famiglia a Roma, dove visse per la maggior parte della sua vita. Proveniva da una famiglia con tradizioni militari: il nonno Tommaso aveva partecipato all'insurrezione di Perugia contro le armate papaline nella seconda metà dell'Ottocento, il fratello maggiore aveva combattuto nel 1911 nella guerra italo-turca. Meccanico di commercio, Orelli si arruolò nell'Esercito Italiano nel maggio 1915 e fu impegnato in operazioni di combattimento in Italia. I suoi ricordi sono segnati da esperienze particolarmente brutali della guerra di trincea, compresa la morte violenta di molti dei suoi amici. Dopo aver ricevuto lesioni alla gamba, fu sollevato dall'incarico e tornò a casa.
Orelli si sposò ed ebbe dieci bambini. Durante la seconda guerra mondiale, nonostante la sua avversione alla Germania nazista e al fascismo, fu costretto a lavorare come direttore d'artiglieria in Italia. Finita la guerra tornò a lavorare, per poi andare in pensione nel 1960. Nel 2003 fu fatto Grande ufficiale dell'Ordine al merito della Repubblica Italiana. Morì il 22 gennaio 2005 nella sua casa alla Garbatella, un mese dopo aver compiuto 110 anni ed essere diventato un supercentenario. Al momento della sua morte era in Italia il più longevo sopravvissuto della prima guerra mondiale, tra gli ultimi superstiti della guerra delle trincee e dell'immediato ingresso in guerra del suo paese.